# Christoph Andreas Büttner

Christoph Andreas Büttner

Christoph Andreas Büttner (* 1708 in Nürnberg; † 24. Oktober 1774 in Stralsund) war ein deutscher Pädagoge.

## Leben
Büttner wurde, da er früh seine Eltern verlor, vom Großvater Christoph Andreas Büttner großgezogen, der Rektor an der Schule in Altdorf bei Nürnberg war. Er besuchte ab 1717 die Schule und das öffentliche Auditorium in Nürnberg. Ab 1724 studierte er an der Universität Altdorf Mathematik, Physik und Astronomie bei seinem Großonkel Johann Heinrich Müller sowie Philosophie bei J.W. Feuerlein, ferner Dogmatik und theologische Exegese bei Bayer. Er erlernte orientalische Sprachen und fungierte nebenbei als Prediger.
1728 promovierte er als Magister philosophiae. Reisen führten ihn nach Süd- und Mitteldeutschland, wobei er besonders Jena und Halle (Saale) bereiste. An der dortigen Universität hielt er Vorlesungen in Logik und wurde zum Adjunkten an der philosophischen Fakultät. Er lehrte auch Philosophie, Mathematik, Geschichte, Sprachen und Jura. Er war 1736 Mitbegründer der prüfenden Gesellschaft. Eine Berufung an die Frankfurter Universität lehnte er ab. Auch den Ruf zum außerordentlichen Professor in Halle lehnte er ab und ging stattdessen 1737 nach Stettin, wo er als Rektor an der Ratsschule tätig war. Er wurde 1737 zum Mitglied der Hallenser lateinischen Gesellschaft und 1751 zum Mitglied der Greifswalder deutschen Gesellschaft ernannt.
1755 ging Büttner nach Stralsund, wo er am dortigen, im ehemaligen Dominikanerkloster St. Katharinen untergebrachten Gymnasium Stralsund als Rektor die Nachfolge von Adolf Gideon Bartholdi antrat. 20 Jahre lang führte er das Stralsunder Gymnasium, bis zu seinem Tod 1774 in Stralsund.
Büttner verfasste Werke philosophischen, theologischen, mathematischen und pädagogischen Inhalts.

## Werke
- Lemmata quaedam antiquitatvm Norimbergensium.Diss., 1726
- Grammatica Ebraea in usum scholarum Sedinensum. 1747
- Anmerkungen zu der Geometrie, welche sich in des Reichsfreyherrn von Wolffens Auszuge aus den Anfangsgründen aller mathematischen Wissenschaften befindet. 1753
- Erläuterung der Algebra, welche sich in des Reichsfreyherrn von Wolfs Auszuge aus den Anfangsgründen aller mathematischen Wissenschaften befindet. 1756
- Vorläufige Nachricht von der Neuen Einrichtung des Stralsundischen Gymnasiums. 1764
- Anmerkungen zu der Hydrostatik, welche sich in des Reichsfreyherrn von Wolf's Auszuge aus den Anfangsgründen aller mathematischen Wissenschaften befindet. 1771